# 弗朗切斯科·奎伊罗洛

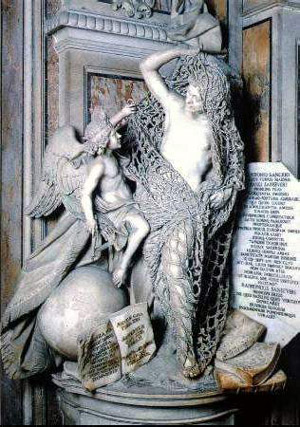
《Il Disinganno（从欺骗中解脱或觉醒）》

弗朗切斯科·奎伊罗洛（義大利語：Francesco Queirolo，義大利語發音：[franˈtʃesko kwei̯rolo]；1704年—1762年；也作弗朗西斯科·奎洛罗），意大利雕刻家。

## 生平
奎伊罗洛出生于热那亚，最初师从贝尔纳多·斯基亚菲诺，后来到罗马成为朱塞佩·鲁斯科尼的学生。在罗马他受到著名雕刻家安东尼奥·科拉迪尼的深刻影响，继承了洛可可式的艺术风格，掌握了使大理石透明、柔和的非凡技巧。其主要作品是1753年至1754年创作的雕塑《从欺骗中解脱或觉醒》（Il Disinganno），由单件大理石雕刻而成的，作品中的渔网的制作手法引人入胜。该作品与著名的雕塑作品蒙纱的基督一起位于今那不勒斯的圣塞维诺小堂中。